# Beekse Fusie Club
Maillots
Handball BFC est un club de handball en Beek. Le club a été créé à partir d'une fusion entre HV Blauw-Wit de Neerbeek et HV Caesar de Beek. En 2008, BFC était avec HV Sittardia et V&L le cadre du projet Limburg Lions et Limbourg Wild Dogs. BFC a deux tournois internationaux,  Peter Verjans tournoi  et BFC tournoi.